# 巨勢古麻呂
巨勢 古麻呂（こせ の こまろ、生没年不詳）は、奈良時代の貴族。姓は朝臣。位階は従五位下。名は古万呂とも表記される。

## 経歴
孝謙朝の天平勝宝2年（750年）3月6日、6月26日付但馬国司牒に、史生正七位上とて署名している。
淳仁朝の天平宝字8年（764年）正月正六位上から従五位下に叙爵。藤原仲麻呂の乱における去就は不明。
天平宝字年間のものと思われる額安寺絵図にその宅地が見え、それによると、大和国平群郡に邸宅があった、という。 

## 官歴
注記のないものは『続日本紀』による。
- 時期不詳：正七位上
- 天平勝宝2年（750年）3月6日・6月26日：但馬国司史生（『東南院文書』による）
- 時期不詳：正六位上
- 天平宝字8年（764年）正月7日：従五位下